# Geschiedenis van Paraguay

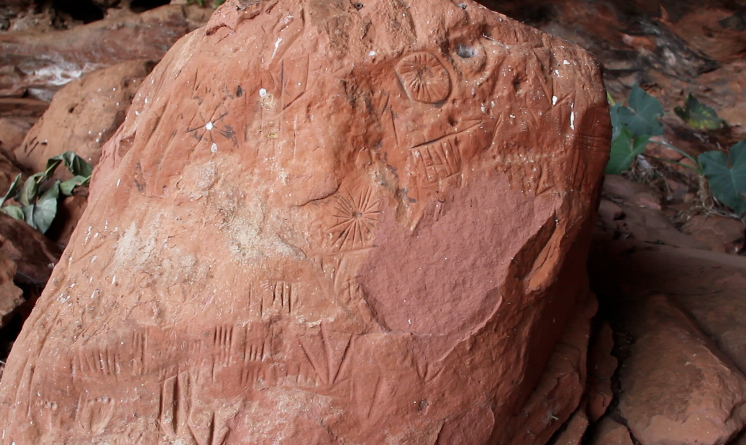
petrogliefen in Amambay

De geschiedenis van Paraguay omvat de precolumbiaanse, koloniale en moderne geschiedenis van Paraguay.

## Precolumbiaanse periode
De inheemse Guaraní leefden al minstens een millennium in oostelijk Paraguay voordat de Spanjaarden arriveerden. Westelijk Paraguay, de Gran Chaco, werd bewoond door nomaden waarvan de Guaycuru-volkeren de meest prominente waren. 
De Paraguay-rivier vormde grofweg de scheidslijn tussen de  agrarische Guarani in het oosten en de nomadische en semi-nomadische volkeren in de Gran Chaco. De Guarcuru-nomaden stonden bekend om hun krijgstradities en werden pas in de late 19e eeuw volledig gepacificeerd. 
De inheemse stammen behoorden tot vijf verschillende taalfamilies. Verschillende taalgroepen waren over het algemeen competitief om hulpbronnen en territoria. Ze werden verder verdeeld in stammen door talen te spreken in takken van deze families. Tegenwoordig zijn er nog 17 afzonderlijke etnolinguïstische groepen over.

## Koloniale periode

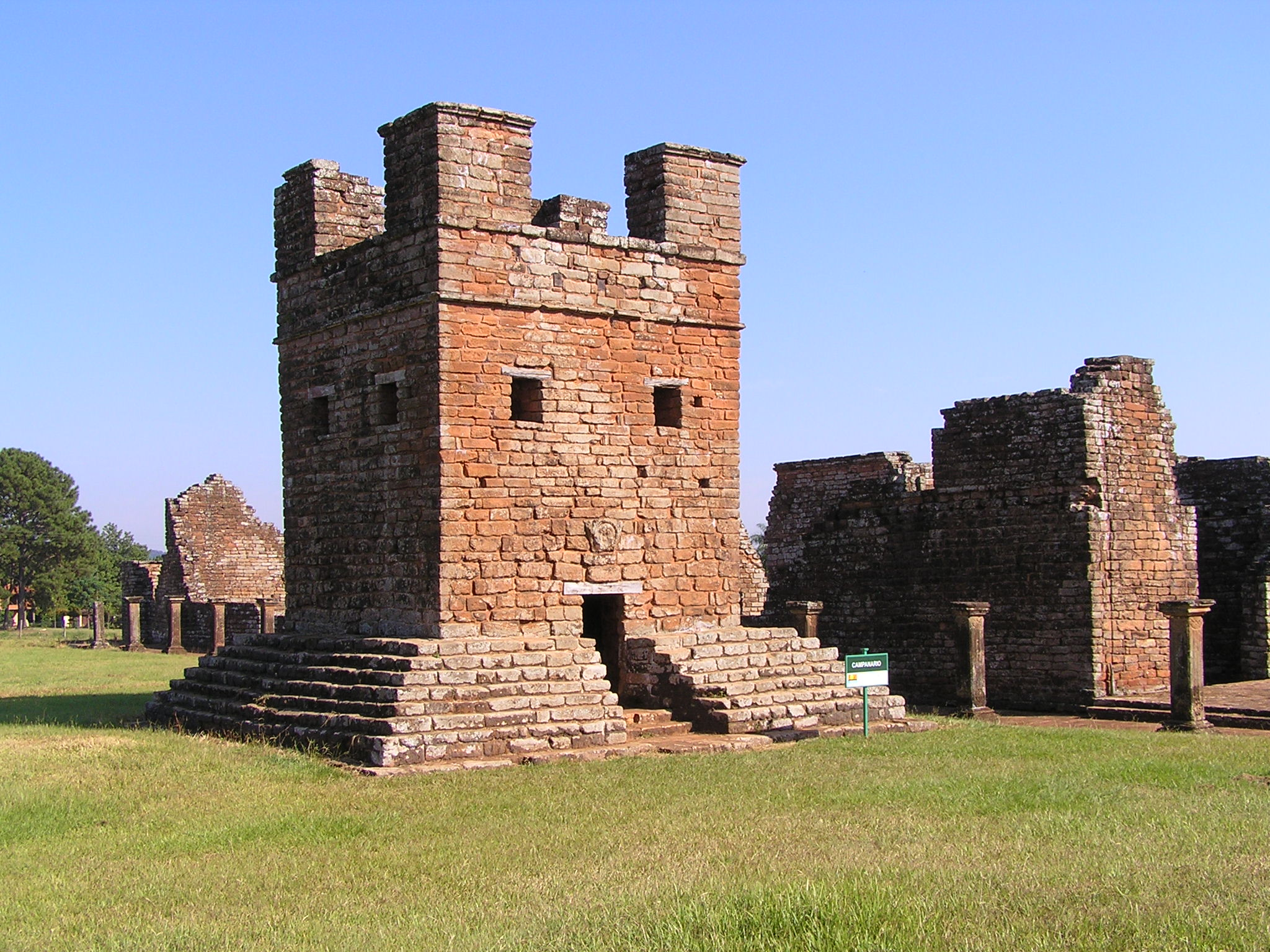
Jezuïetenmissie van La Santísima Trinidad

De eerste Europeanen arriveerden in het begin van de 16e eeuw en stichtten in 1537 Asuncion. De stad werd befaamd door het wilde nachtleven en de florerende prostitutie. De stad werd het centrum van een Spaanse koloniale provincie en een centrum voor de missie van de jezuïeten in Zuid-Amerika.

## Onafhankelijkheid
Paraguay als zelfstandige staat is ontstaan op 14 mei 1811 toen het zich bevrijdde van de vroegere kolonisator Spanje. Geïnspireerd door de Franse Revolutie nam het nieuwe land als vlag van Paraguay dezelfde kleuren als de vlag van Frankrijk, die staan voor vrijheid, gelijkheid en broederschap.  
In het land ontwikkelde de Dictator Supremo José Gaspar Rodríguez de Francia, bijgenaamd El Supremo, die regeerde van 1814 tot 1840, een verder in Latijns-Amerika nauwelijks voorkomende "volksregering", waarbij de nadruk sterk op een streven naar autarkie lag. Ook trachtte deze heerser door hoge invoerrechten de binnenlandse productie te bevorderen, het grootgrondbezit, o.a. dat van de Rooms-Katholieke Kerk, te confisqueren en dit land onder kleine boeren te verdelen. Hij bestreed de corruptie en maakte zich sterk voor bescherming van de onderste lagen der samenleving, uitgezonderd slaven.  Zijn politiek had als nadeel, dat door het ontbreken van een uitgebreid ambtenarenapparaat en van een duidelijk regeringssysteem het land voortaan alleen maar door persoonlijk regerende dictators bestuurd kon worden, als eerste door De Francia's neef. 

### Oorlog van de Drievoudige Alliantie
In de Drievoudige Alliantie-oorlog (1865-1870) verloor Paraguay twee derde van de mannelijke bevolking en veel van zijn territorium, waarna de economie een halve eeuw stagneerde. 

### Chaco-oorlog
In de Chaco-oorlog (1932-1935) werden grote economisch belangrijke gebieden op Bolivia veroverd. 
Tussen 1954 en 1989 werd het land door de militaire dictator Alfredo Stroessner geregeerd. Sindsdien worden er relatief vrije presidentsverkiezingen gehouden.
In april 2017 vonden er betogingen plaats die tot gewelddadige incidenten hebben geleid in de hoofdstad Asuncion en in Ciudad del Este.
Geschiedenis van: Argentinië · Aruba · Bolivia · Brazilië · Chili · Colombia · Ecuador · Frans-Guyana · Guyana · Panama · Paraguay · Peru · Suriname · Uruguay · Venezuela
- Library of Congress Control Number: sh85097777
- Nationale Bibliotheek van Israël: 987007563162305171